# Nigidius walterianus
Nigidius walterianus là một loài bọ cánh cứng trong họ Lucanidae. Loài này được Franciscolo mô tả khoa học năm 1994.